# Koštabona
Koštabona – wieś w Słowenii, w gminie miejskiej Koper. 1 stycznia 2018 liczyła 250 mieszkańców.